# Waloryzacja rolniczej przestrzeni produkcyjnej
Ocena uwarunkowań przyrodniczych dla rolnictwa jest zadaniem bardzo złożonym i trudnym. Wymaga ona bowiem szczegółowych klasyfikacji nie tylko poszczególnych komponentów środowiska przyrodniczego, ale także ich ujęcia syntetycznego.
Przy rozpatrywaniu warunków środowiska pod kątem ich wpływu na rolnictwo bierzemy z reguły pod uwagę, następujące elementy: glebę, klimat, rzeźbę oraz warunki wodne terenu. Jest rzeczą oczywistą, że między poszczególnymi czynnikami przyrodniczymi istnieje współdziałanie, w wyniku którego tworzyć się mogą różne układy, mniej lub bardziej korzystne dla rozwoju roślin. Chów zwierząt gospodarskich na ogół nie wykazuje ścisłych zależności podczas rozwoju od poszczególnych komponentów, dlatego przede wszystkim mówimy tu o korzyściach z punktu widzenia możliwości rozwoju produkcji roślinnej. Natomiast głównie o uwarunkowaniach środowiska dla hodowli zwierząt decydują warunki klimatyczne, a następnie wodno-glebowe, ze względu na potrzeby paszowe. 
Na wyodrębnionych konkretnych obszarach poszczególne czynniki środowiska mogą wywierać wpływ ograniczający produktywność w różnym nasileniu. Mówimy wówczas, że na danym obszarze jedne spośród wymienionych czynników są ważniejsze, podczas gdy inne nie mają większego znaczenia.
W celu porównania poszczególnych gmin w aspekcie przydatności ich środowiska przyrodniczego dla potrzeb rolnictwa utworzono syntetyczny wskaźnik waloryzacji rolniczej przestrzeni produkcyjnej, który uwzględniając jakość gleb, agroklimat, warunki wodne oraz rzeźbę terenu, przeliczył je na wartość punktową. Według tego opracowania każda gmina mogła otrzymać maksymalnie 125 pkt. Najwięcej punktów gminy mogły otrzymać za jakość i przydatność rolniczą gleb (skala 100 pkt) oraz agroklimat (skala 15 pkt). Warunki wodne i rzeźbę terenu oceniono zaledwie w skali 5 pkt, gdyż brane były już one pośrednio pod uwagę przy ocenie jakości gleb, jako ściśle z nimi związane. 
Na tej podstawie za gminę stwarzającą potencjalnie najlepsze warunki dla potrzeb rolnictwa uznano w Polsce gminę Żórawina (powiat wrocławski), która uzyskała 108,6 pkt, a za najsłabsze pod tym względem gminy Zakopane, Poronin i Kościelisko (zaledwie po 31,0 pkt)Jastarnia-27,8. Wartość średnia dla Polski obliczona w ten sposób wyniosła 66,6 pkt.
Biorąc pod uwagę wartości średnie dla województw, najlepiej wypadają województwa: opolskie (81,5 pkt), dolnośląskie (85,0 pkt) i lubelskie (74,2 pkt).
| Gmina    | Gleby | Agroklimat | Rzeźba | War. wodne | SUMA  |
| -------- | ----- | ---------- | ------ | ---------- | ----- |
| Żórawina | 84,6  | 14,8       | 4,6    | 4,6        | 108,6 |
| POLSKA   | 49,5  | 9,9        | 3,9    | 3,3        | 66,6  |
| Zakopane | 25,0  | 0,8        | 0,8    | 4,4        | 31,0  |